# Grândola
Grândola község és település Portugáliában, Setúbal kerületben. A település területe 825,94 négyzetkilométer. Grândola lakossága 14 826 fő volt a 2011-es adatok alapján. A településen a népsűrűség 18 fő/ négyzetkilométer. A település jelenlegi vezetője Carlos Vicente Beato.
A község napja minden évben október 22-én van. 
A község a következő településeket foglalja magába, melyek:
- Azinheira dos Barros e São Mamede do Sádão
- Carvalhal
- Melides
- Grândola e Santa Margarida da Serra

## Fordítás
Ez a szócikk részben vagy egészben  a   Grândola című angol Wikipédia-szócikk ezen változatának fordításán alapul.  Az eredeti cikk szerkesztőit annak laptörténete sorolja fel. Ez a jelzés csupán a megfogalmazás eredetét és a szerzői jogokat jelzi, nem szolgál a cikkben szereplő információk forrásmegjelöléseként.